# زامورانو
زامورانو (به اسپانیایی: Escuela Agrícola Panamericana) یک منطقهٔ مسکونی در هندوراس است که در تگوسیگالپا واقع شده‌است.